# IRAS 17163-3907
IRAS 17163-3907は、さそり座の方角、地球からおよそ13,000光年の距離にある黄色極超巨星である。この恒星は、放出されたガスや塵からなる厚い殻の中に埋もれており、その形状から「Fried Egg Nebula」というニックネームを持つ。黄色極超巨星は、恒星の形成と進化の過程の中では非常に活動的な段階である。

## 発見
ヘナイズによって、南天での輝線星捜索の中で発見され、1976年に初めて報告された。最初に付けられた名は、ヘナイズの第3次カタログで1379番目に収録された天体ということで、Hen 3-1379であった。その後、赤外線天文衛星IRASによって赤外線で観測され、その点線源のカタログ名として"IRAS 17163-3907"が付与された。IRASの近赤外線での観測結果から、恒星の周囲に輝線星雲か惑星状星雲とみられる星周塵が付随した天体、とされた。当初は、現在の推定よりも4倍近く、3,000光年程度の距離にあると考えられており、それに伴って質量も光度も過小に見積もられていた。そのため、この恒星は漸近巨星分枝を終え、惑星状星雲へ進化する途上にあると考えられた。
この恒星は、赤外線では非常に明るいにもかかわらず、その後詳細な観測はほとんど行われなかったが、2011年に超大型望遠鏡VLTによる観測で、恒星に付随する星雲が直接検出され、距離も大幅に修正された結果、黄色極超巨星であると考えられるようになった。

## 特徴
恒星の直径は、太陽の370倍程度で、仮に太陽系の中心にこの恒星を置くと、火星の軌道程度にまで達する。直径およそ2万AUの外殻を持ち、外見が目玉焼きのように見えるため、「Fried Egg Nebula」（Fried Eggは、目玉焼きの意）の別名を持つ。「Fried Egg Nebula」という別名の由来となった画像は、チリ北部のアタカマ砂漠にある超大型望遠鏡VLTとその観測装置VISIRによって、中間赤外線の3つの波長帯のフィルタを用いて撮影された画像を、それぞれ赤、緑、青の各色に割り当てて合成し、作成された。この観測に用いられたフィルタは、12.81μm（赤色に着色）、11.85μm（緑色に着色）、8.59μm（青色に着色）、の3種類の波長の赤外線を透過させるものであった。また、この恒星は、太陽のおよそ50万倍の光度を持ち、単純な推定では視等級は3から4になるが、厚い塵の殻と地球から約13,000光年という遠さによる星間減光のため、10等級よりも暗く見えている。この恒星は、最終的には超新星爆発で生涯を終えると考えられている。

## 外殻
この恒星は、二重の外殻によって特徴付けられる。内側の殻は直径およそ4,800AU、外側の殻は直径およそ12,000AUと見積もられる。殻を形成する塵の起源は、黄色極超巨星で一般的に発生している質量放出過程によって、恒星から放出された物質である。2つの殻の間には、殻を形成した物質の放出時期に、時間にしておよそ435年の開きがあり、全体では塵の質量がガスの質量の1%程度だとすると、合わせて太陽質量の4倍に相当する物質が含まれていると推定される。質量放出が盛んな時期には、数百年で太陽1つに相当する物質を放出しているとみられる。この殻には、ケイ酸塩、ひいては酸素が豊富に含まれていることも観測されている。この恒星は、更に外側にも殻を持っているのではないかと考えられたが、VISIRでは視野が不足しているため、観測できなかった。その後、ハーシェル宇宙望遠鏡による観測で外側の殻も検出され、およそ1万6000年前の質量放出で、直径が1pc規模で塵の質量が太陽の0.17倍、ガスの質量が太陽の7倍程度の殻が形成されたと見積もられた。
最外殻を含めて、この恒星の特徴を低輝度で塵の殻を伴う高光度青色変光星（LBV）と比較するとよく似ており、IRAS 17163-3907は前LBV段階にあるのではないかと考えられる。また、質量の大きい最外殻は、赤色超巨星時代に放出されたものと予想される。